# For Once in My Life
For Once in My Life, låt, skriven av Ron Miller och Orlando Murden. Den spelades först in av artister som Barbara McNair och Tony Bennett, men den mest kända versionen är den som Stevie Wonder gav ut som singel sent 1968. Hans version nådde som bäst plats #2 på Billboardlistan i USA hösten 1968, och plats #3 i Storbritannien i januari 1969. "For Once in My Life" tog sig inte in på Tio i topp i Sverige men låg ändå tia på försäljningslistan Kvällstoppen. I december 1968 släpptes albumet For Once in My Life.
Låten användes som signaturmelodi till SVT:s program Här är ditt liv (1980-1991) med Lasse Holmqvist samt för tv-serien Secondhand (24 avsnitt sommaren 2005).

## Listplaceringar
| Lista (1968-1969) | Position                              |
| ----------------- | ------------------------------------- |
| Australien        | 20 (Go Set)                           |
| Danmark           | 9 (DR "Top Ti")                       |
| Frankrike         | 54                                    |
| Irland            | 11                                    |
| Kanada            | 5 (RPM)                               |
| Storbritannien    | 3                                     |
| Sverige           | 10 (Kvällstoppen)                     |
| Sverige           | - (Testad på Tio i topp, ej inröstad) |
| USA               | 2 (Billboard Hot 100)                 |